# Йоанна Вронецька
Пані Йоанна Вронецька (пол. Joanna Wronecka; 30 березня 1958, Кротошин) — польська арабістка, дипломатка. Постійний представник Польщі при Організації Об'єднаних Націй (2017—2021).

## Життєпис
Народилася 30 березня 1958 року в місті Кротошині. У 1981 році закінчила арабську філологію у Варшавському університеті. У 1985 р. захистила докторську дисертацію в галузі арабо-мусульманської філософії. Під час навчання була на дослідницьких стипендіях в Алжирі, Єгипті та Франції. Крім польської, вільно володіє арабською, англійською та французькою мовами.
З 1981 року працювала в Інституті культур Середземномор'я та Сходу та Відділі неєвропейських країн Польської академії наук.
З 1993 року працює на зовнішньополітичній службі, просуваючись по кар'єрних сходах від експерта до радника міністра, керівника, заступника директора та директора департаменту, а також титульного посла.
У 1996 році вона стала заступником директора Департаменту системи ООН, у 1998 році директором Департаменту Африки та Близького Сходу.
У 1999—2003 роках була послом Польщі в Єгипті, потім очолювала секретаріат міністра закордонних справ Польщі. У 2005—2010 роках вона працювала послом Польщі в Марокко, акредитована в Мавританії та Сенегалі.
У 2010 році нагороджена лицарським хрестом ордена «Відродження Польщі».
15 вересня 2010 року — рішенням Верховного представника ЄС із закордонних справ і політики безпеки Кетрін Ештон, призначена головою делегації Європейського Союзу (послом ЄС) в Йорданії.
27 листопада 2015 року обійняла посаду заступника державного секретаря Міністерства закордонних справ з питань співробітництва в галузі розвитку та політики Африки та Близького Сходу.
З листопада 2017 по 31 травня 2021 років — Постійний представник Польщі при Організації Об'єднаних Націй в Нью-Йорку.
Навесні 2021 року Генеральний секретар ООН Антоніу Гутерріш призначив її на посаду спеціального координатора ООН по Лівану.